# Bockhorn (Walsrode)
Pour les articles homonymes, voir Bockhorn.
Bockhorn est un quartier de la commune allemande de Walsrode, dans l'arrondissement de la Lande, Land de Basse-Saxe.

## Géographie
Bockhorn se situe à 7 km au sud-est du centre de Walsrode. À l'est se trouve une grande zone d'entraînement militaire.

## Histoire
Bockhorn est mentionné pour la première fois en 1327.
Lors de la création de la zone d'entraînement de Bergen, on procède à l'évacuation de la majeure partie du domaine du Deil, qui appartient à la commune de Bockhorn. Le territoire de Bockhorn a une superficie totale de 977 hectares, dont 72 hectares dans la zone d'entraînement militaire.
Depuis la réforme territoriale en Basse-Saxe entrée en vigueur le 1er mars 1974, la municipalité de Bockhorn, auparavant indépendante, devient l'une des 23 localités de la ville de Walsrode.

## Infrastructure
La Bundesautobahn 7 se trouve à 1 km à l'est de Bockhorn, et la sortie de l’autoroute Walsrode est à 4 km au sud.

## Source, notes et références
- (de) Cet article est partiellement ou en totalité issu de l’article de Wikipédia en allemand intitulé « Bockhorn (Walsrode) » (voir la liste des auteurs).